# Nicolás Urcelay
Nicolás Urcelay Alonzo (* 20. Dezember 1919 in Mérida; † 1. Juli 1959 in Tampico) war ein mexikanischer Sänger.

## Leben
Urcelay hatte ab dem fünften Lebensjahr Klavierunterricht und sang als Solist im Kirchenchor seiner Heimatgemeinde, hatte aber keine systematische Gesangsausbildung. 1939 kam er nach Mexiko-Stadt und arbeitete dort als Bankangestellter. Daneben war er Gesangsschüler von Isabel Sandoval de Grisi. Er debütierte als Sänger 1942 bei Radio Mil und wirkte ab 1943 zunächst als Chorsänger, dann gefördert von Adolfo López Llera als Tenorsolist am Programm Operetas y Zarzuelas des Senders XEW mit.
1945 wurde er Sänger der Sendung La Hora Nacional, im Folgejahr entstanden bei RCA Victor seine ersten Plattenaufnahmen, darunter Perjura und Las Violetas von Miguel Lerdo de Tejada. 1947 trat er im Palacio de Bellas Artes, sang in Washington vor Präsident Harry S. Truman und gab vor dreißigtausend Zuhörern mit dem Orchester von Xavier Cugat ein Konzert in der Hollywood Bowl in Los Angeles.
Es folgten 1948 Konzertreisen durch Kuba, Brasilien, Venezuela, Kolumbien, Peru, Ecuador, Bolivien,  die Dominikanische Republik, Puerto Rico, Argentinien, Panama und Costa Rica. 1951 wirkte er an Roberto Gavaldóns Film Deseada an der Seite von Dolores del Río und Jorge Mistral mit und Sang dort Lieder von Guty Cárdenas. Zwischen 1953 und 1958 nahm er mehr als siebzig Lieder auf, darunter Martha, Peregrina, Granada, Mujer, Cuerdas de mi guitarra, Alma mía, Te quiero dijiste, Cuando me vaya, El caminante del Mayab und Yukalpetén, und der Schriftsteller José Díaz Bolio nannte ihn Caruso del Mayab. In der Serie del recuerdo veröffentlichte Sony Music eine digitalisierte Neuauflage seiner sieben ab 1953 entstandenen Alben. Urcelay starb 1959 neununddreißigjährig an den Folgen eines Schlaganfalls.